# Sphere 4 spring
『sphere 4 spring』（スフィア フォー スプリング）は、声優ユニット・スフィアによるラジオ番組。2011年1月3日から3月28日までの3ヶ月間、NACK5にて放送されていた。

## 概要
- パーソナリティ：スフィア（寿美菜子・高垣彩陽・戸松遥・豊崎愛生）
- 放送時期：2011年1月3日 - 3月28日（毎週月曜日23:30 - 24:00）
- パーソナリティは、第1回から第10回までは、五十音順に、寿、高垣、戸松、豊崎の順に週替わりで、第11回からはメンバー全員が担当した。

## コーナー
Spring is here キャッチフレーズ大賞
2011年3月16日発売のセカンドアルバム『Spring is here』に相応しい最強のキャッチフレーズをメンバーとリスナーで決めていくコーナー。第1回、第2回はそれぞれ、寿、高垣自身がキャッチフレーズを考えた。
3月14日の第11回放送をもって、「みんなとスフィアで織りなす五色の春」というキャッチフレーズに決定した。
星伝説
星や星座にまつわる伝説をメンバーが朗読していくコーナー。
ふつおた
リスナーが見つけた面白い出来事や素朴な疑問など、ジャンルを問わず募集し、紹介する。